# آندراش لاور
آندراش لاور (انگلیسی: Andrew Lauer؛ زادهٔ ۱۹ ژوئن ۱۹۶۵) یک هنرپیشه اهل ایالات متحده آمریکا است.